# Harriet Bosse
Harriet Sofie Bosse (19 de febrero de 1878-2 de noviembre de 1961) fue una actriz sueca-noruega. Una celebridad en su época, Bosse es generalmente recordada como la tercera esposa del dramaturgo August Strindberg.  Bosse comenzó su carrera en una compañía menor dirigida por su hermana mayor Alma Fahlstrøm en Kristiania (ahora Oslo, la capital de Noruega).  Habiendo asegurado un contrato en el Teatro Dramático Real ("Dramaten"), la sede principal del drama de Estocolmo, la capital de Suecia, Bosse capturó la atención de Strindberg con su actuación inteligente y su aspecto "oriental" exótico.
Después de su noviazgo, el cual está descrito en detalle en las cartas y diario de Strindberg, Strindberg y Bosse se casaron en 1901, cuándo él tenía 52 años de edad y ella 23. Strindberg escribió un número de partes importantes para Bosse, durante 1900–1901, un gran periodo de productividad y creatividad para él.  La relación falló a raíz de los celos de Strindberg, el cual algunos biógrafos han caracterizado como paranoico. El rango de los sentimientos de Strindberg sobre Bosse, variando de adoración a rabia, está reflejado en las funciones escritas en los roles de Bosse. A pesar de su función de musa para Strindberg, permaneció como una artista independiente.
Bosse se casó con el actor sueco Anders Gunnar Wingard en 1908, y con el actor y director sueco Edvin Adolphson en 1927. Sus tres matrimonios acabaron en el divorcio después de unos cuantos años, dejándola con una hija de Strindberg y un hijo de Wingård. Después de jubilarse después de una carrera de alto perfil basada en Estocolmo,  regresó a sus raíces en Oslo.

## Carrera temprana
Bosse nació en Kristiania, hoy llamada Oslo, la decimotercera de catorce hijos de Anne-Marie y Johann Heinrich Bosse. Su padre era editor y vendedor de libros, y su negocio llevó al cambio de residencia de la familia entre Kristiania y Estocolmo. Bosse llegó a experimentar confusión de identidad nacional durante su vida, y llegó a viajar los 512 kilómetros (318 mi) de viaje en tren entre las dos ciudades muchas veces.  Una niña audaz e independiente, hizo el viaje sola cuándo tenía apenas seis años.
Dos de las hermanas mayores de Bosse, Alma (1863–1947) and Dagmar (1866–1954), ya eran artistas exitosas cuando Harriet era una niña pequeña.  Inspirada por ellas, Harriet empezó su carrera de actuación en una compañía de gira noruega dirigida por su hermana Alma y su esposo Johan Fahlstrøm (1867–1938). Cuando tenía dieciocho años, fue invitada a hacer el papel de Julieta en Romeo y Julieta, y le cuenta en una carta a su hermana Inez que estuvo paralizada por pánico escénico antes del estreno, pero que le había dado placer la presentación, los aplausos y la manera en que las personas la miraban en la calle al día siguiente.  Alma fue la primera y única maestra de actuación de Harriet. Su buena relación de hermanas y maestra-estudiante se complicó cuando Alma descubrió que su esposo Johan y Harriet estaban teniendo un amorío. Sus padres estaban muertos y Alma le ordenó que se fuera; usando la herencia que le dejaron, se fue a Estocolmo, Copenhague y Paris a estudiar.
El escenario de Paris—en ese tiempo en un conflicto dinámico entre los estilos de producción tradicionales y experimentales—fue una inspiración para Bosse y la convenció de que la actuación sutil realista que ella estaba estudiando era lo correcto. Al regresar a Escandinavia, no sabía si establecer su carrera en Estocolmo, donde había más oportunidades, o en Kristiana, donde tenía lazos emocionales. A pesar de que hablaba sueco con un acento noruego, Bosse de que la influenciara su hermana y cantante de opera Dagmar para que fuera a Estocolmo. Se postuló para un lugar en el Royal Dramatic Theatre ("Dramaten"), la sede principal de teatro en Estocolmo, regido por los gustos conservativos del Rey Oscar II y sus consejeros personales. Después de trabajar arduamente en clases de elocución para mejorar su sueco, la cual fue la condición para su puesto, Bosse se volvió famosa en el escenario por su hermosa voz y articulación precisa. Al entrenar su sueco a un alto grado, fue contratada por Dramaten en 1899, donde la sensación era la obra  Gustaf Vasa de August Strindberg.

## Matrimonio con August Strindberg

### August Strindberg
A pesar de que Bosse fue una mujer profesional exitosa, es principalmente recordada como la tercera esposa del dramaturgo sueco August Strindberg (1849–1912). Strindberg, una influencia importante en el desarrollo de la obra moderna, fue conocido nacionalmente en la década de 1870 como un joven socialista muckraker que subió a la fama con su sátira del establecimiento sueco, La Habitación Roja (1879). En la década de 1890, sufrió un largo y desgraciado interludio psicótico, conocido como la "Crisis de Inferno", y quedó marcado por él. Cambió del naturalismo al simbolismo en su producción literaria prolífica, y sus condenas e intereses en el siglo XX se enfocó menos en política y más en teosofía, misticismo, y el ocultismo. Cuándo Bosse lo conoció en 1899–1900, él tenía 51 años, en la cumbre de su creatividad, su nombre reluciente en el escenario.
Strindberg tenía la reputación de ser un misógino, lo cual todas sus esposas negaban. Bosse escribió a su hija Anne-Marie: "Durante los años que conocí y que estuve casada con Strindberg lo vi como un hombre natural, cariñoso, honorable, leal — un 'caballero'". Aun así, todos los matrimonios de Strindberg fueron marcados por sus celos y su sensibilidad, que era considerada paranoica y delirante.

### Cortejo

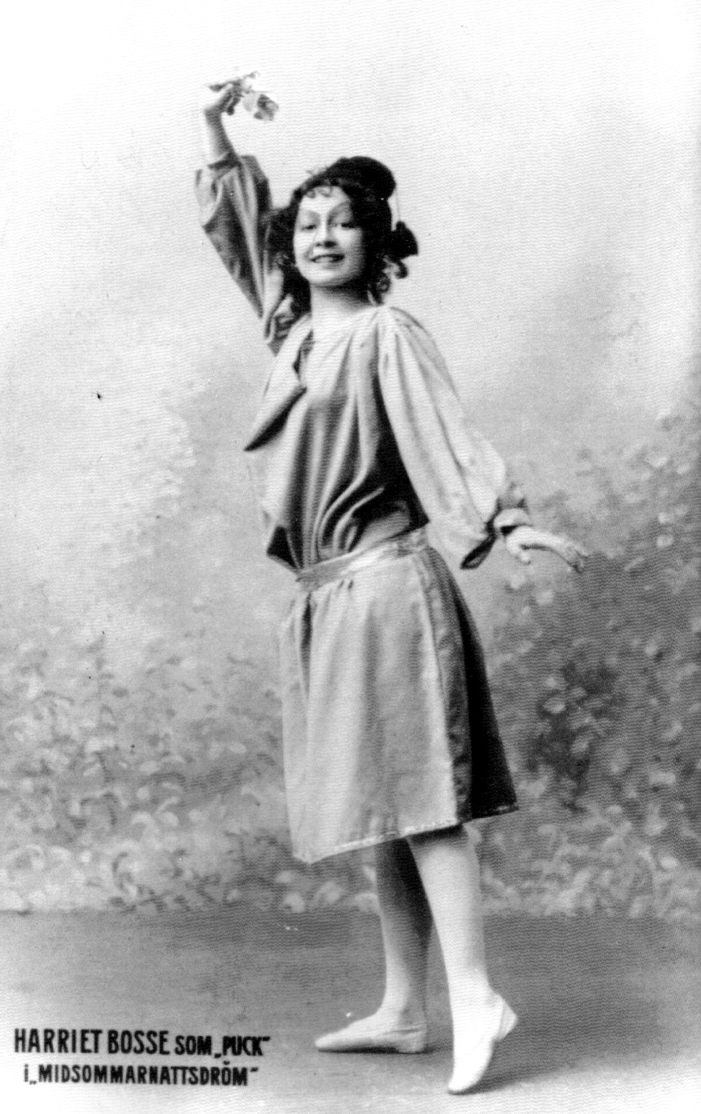
Bosse como Puck en Un sueño de una noche de verano. Después de que el matrimonio terminó, Strindberg mantuvo una copia de tamaño real de esta foto montada en una pared detrás de unas cortinas.

Bosse publicó las cartas de su noviazgo y matrimonio con Strindberg. Los incidentes narrados en aquellas cartas y en los comentarios de Bosse han sido analizados extensamente por biógrafos y psiquiatras, y se han vuelto parte de la "leyenda Strindberg". Incluso antes de su primera cita, Bosse había sido inspirada en por la novedad y la frescura de las obras de Strindberg; un iconoclasta y radical con dos matrimonios turbulentos en su pasado fue una intrigante e irresistible mezcla para ella.
Strindberg era susceptible a mujeres fuertes e independientes, al igual que a mujeres que lucían jóvenes y delicadas; como su primera y segunda esposa—Siri von Essen y Frida Uhl—Bosse tenía las dos cualidades. Fue cautivado cuando vio a Bosse de 22 años (quien frecuentemente tenía roles de hadas o lo que eran conceptualmente partes "orientales") hacer el papel de Puck en Un sueño en una noche de verano. Inmediatamente la escogió como la actriz para la parte de The Lady en su próxima obraTo Damascus, y la invitó a su casa para discutir el papel. En este primer encuentro, Strindberg, de acuerdo con lo que cuenta Bosse, le abrió la puerta con sonrisas y encanto. Le ofreció vino, flores y arreglos de frutas, compartió su fascinación con la alquimia, enseñándole una mezcla café y dorada diciéndole que era oro que él había hecho. Cuando ella se iba, Bosse dice que Strindberg le pidió la pluma que llevaba en su sombrero para escribir sus obras. Bosse se la dio, y él la uso, con una punta de metal, para escribir todas sus obras durante su matrimonio. Se encuentra en el Museo Strindberg en Estocolmo.
Strindberg cortejó a Bosse enviándole libros sobre la teosofía y el ocultismo, para intentar a moldear su mente, y para enriquecer su carrera. Se dedicó a escribir sus obras con papeles centrales que consideraba para ella, la persuadía a que actuara en ellas y al Dramaten que la contrataran a ella para sus obras. Bosse afirma en su edición de las Cartas que solía resistirse, al igual que la administración, ya que no tenía tanta experiencia para las funciones importantes y complejas. Strindberg, un poder en el teatro, no obstante a menudo prevaleció. El papel de Eleonora en Easter (1901), el cual intimidaba a Bosse por su sensibilidad y delicadeza, pero el cual finalmente se emprendió a hacer, resultó ser el papel más exitoso y amado de Bosse, y un punto crítico en la relación de Bosse y Strindberg. Se comprometieron en marzo de 1901, durante los ensayos de Easter, y, como lo cuenta Bosse, ocurrió el incidente más conocido de la leyenda Strindberg. Bosse cuenta cómo fue a ver a Strindberg para pedirle que le diera la parte a una actriz más experimentada, pero él le asegura que ella es perfecta para el papel. "Entonces colocó sus manos en mis hombros, me miró por un largo y ardiente momento, y preguntó: ' te gusta tener un pequeño niño conmigo, señorita Bosse?' Hice un curtsey y contesté, como si estuviese hipnotizada: 'Sí, gracias!'—Y estábamos comprometidos."

### Matrimonio y divorcio
Bosse y Strindberg se casaron el 6 de mayo de 1901. Strindberg insistió en que Bosse no trajera sus posesiones a la casa que él había arreglado para ella, creando un "lugar donde podría educarla y dominarla". En este lugar, con sus gustos de decoración Oscariana y anticuada, con pedestales, aspidistras, muebles de comedor que imitaban el renacimiento alemán, a comparación de los gustos modernos de Bosse.

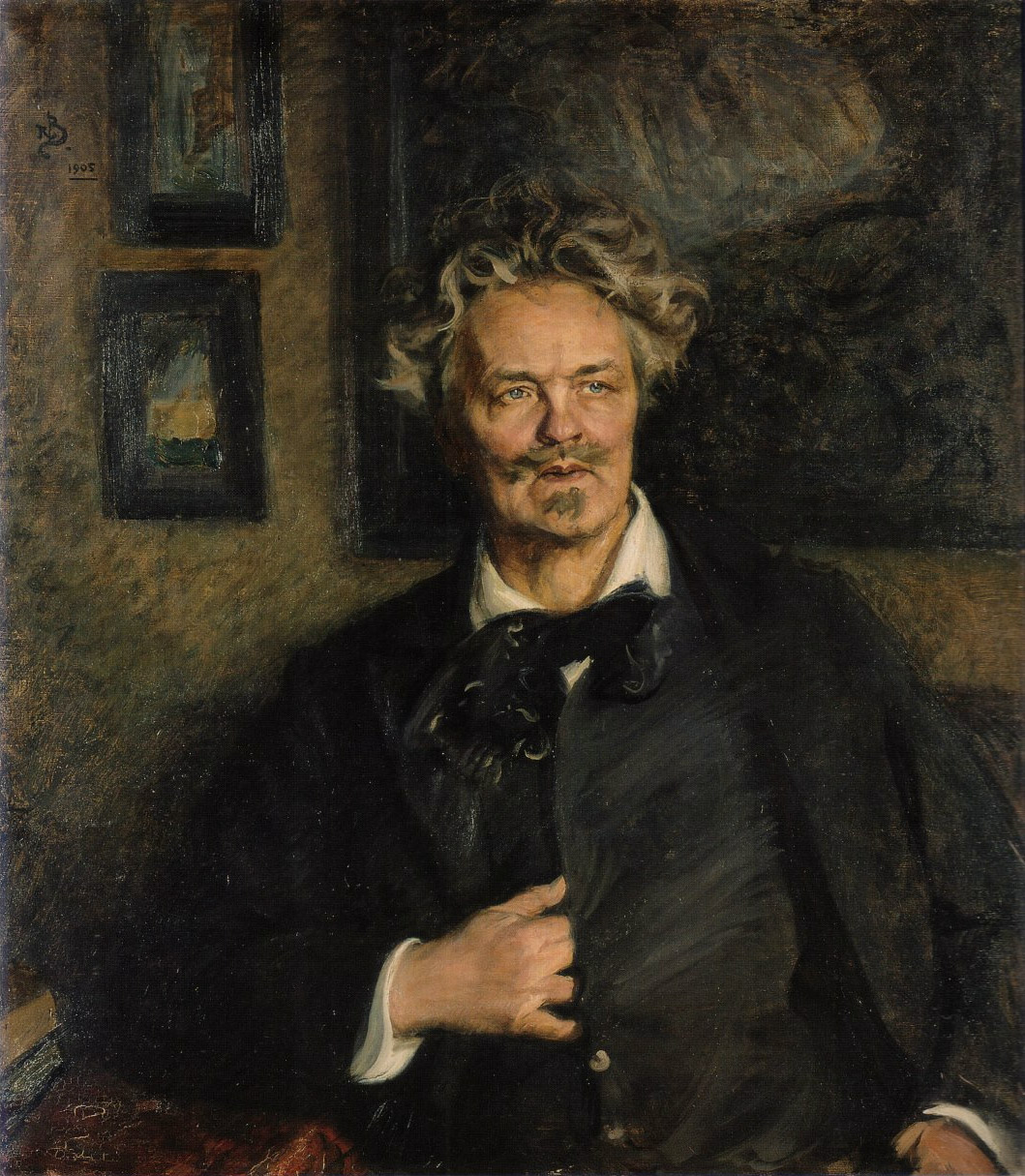
Retrato de Strindberg por Richard Bergh, 1905

Preparándose para la vida del más allá, Strindberg explicaba, no podía permitir cosas en el departamento que llevaran a pensamientos sobre las cosas materiales. En sus comentarios en Cartas, Bosse describe con lealtad y afección la protección y los esfuerzos que hacía Strindberg para llevar con él a Bosse en su viaje espiritual; aun así, ella se irritaba con estos esfuerzos, enfatizando que tenía 22 años y que aún no estaba al final de su vida. Cada vez más agorafóbico, Strindberg intentaba superar sus ansiedades y dejar que Bosse disfrutara las excursiones de verano que ella pedía. Planeaba paseos en victorias que rentaba, pero usualmente los "Poderes" místicos que lo dominaban intervenían. Una crisis sucedió en junio de 1901, cuando Strindberg organizó, y al último momento canceló, una luna de miel en Alemania y Suiza. Bosse escribe en Cartas que ella no tuvo más que hacer que quedarse en casa y aguantarse las lágrimas en lo que Strindberg intentaba consolarla dándole un Baedeker "para viajar leyendo".

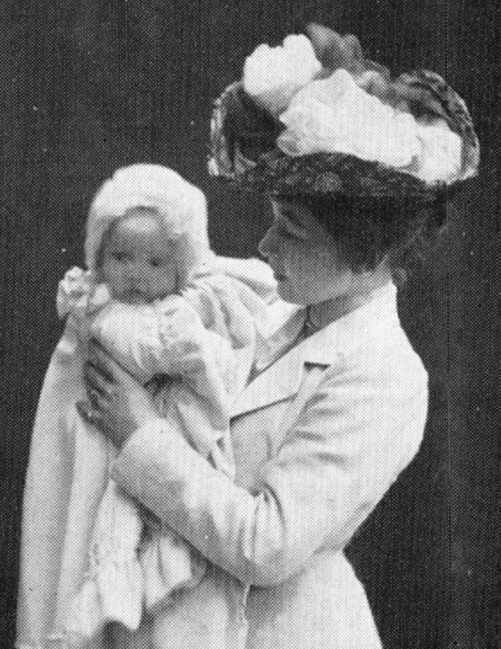
Bosse con Anne-Marie de seis meses

El viaje cancelado fue el principio del fin. Bosse se fue a Hornbæk en Dinamarca, un viaje mucho más corto. Allí la seguían las cartas de Strindberg, llenas de remordimiento al haberla lastimado, y después por él mismo, armado de valor para enfrentar la vida social que buscaba Bosse. Aun así, la relación llegó a estar llena de celos y sospechas, como cuando Strindberg golpeó a un fotógrafo con su cana al no poder soportar la atención que le daba a Bosse. Ese año en agosto, cuando Bosse descubrió que estaba embarazada, hasta la felicidad de Strindberg no pudo salvar su matrimonio, lo cual se puede ver en las cartas que le enviaba a Bosse. Cuando su hija Anne-Marie nació el 25 de marzo de 1902 ya estaban separados. "Por el bien de los dos es mejor que no regrese", escribió Bosse en una carta a Strindberg. "El seguir viviendo juntos con sospechas de cada palabra, cada acto, sería mi fin." Strindberg empezó el proceso del divorcio a la insistencia de Bosse.

### Personajes de Strindberg para Bosse
La relación de Strindberg y Bosse era altamente dramática. Strindberg oscilaba entre adorar a Bosse como la regeneradora de su creatividad ("preciosa, cordial y amable") a unos celos salvajes (llamándola "una mujer pequeña y mala", "malvada", "estúpida", "negra", "arrogante", "venenosa" y "prostituta"). Sus cartas muestran que Bosse inspiró varios personajes importantes en sus obras, especialmente durante el curso de 1901, y que la manipulaba al prometerle que buscaría la forma de que ella fuera la actriz que representara esos personajes en las obras. Durante el año de 1901, Strindberg escribió papeles artísticos para Bosse, y que fueron basados en su relación, reflejan esta combinación de adoración y la "sospecha de cada palabra, cada acto" de Bosse. Carla Waal cuenta ocho personajes menores y seis mayores escritos para Bosse para actuar, o como retratos de ella, muchos de ellos clásicos en la historia del teatro Occidental. Las funciones importantes descritas por Waal es La Señora en A Damasco (1900; ya escrito casi en su totalidad cuándo Bosse y Strindberg se conocieron, pero utilizado entre ellos para realzar su intimidad); Eleonora en Easter (1901; modelada a partir de la hermana de Strindberg, Elisabeth, pero hecha para Bosse); Henriette en Delitos y Delitos (1901);  Swan White en Swan White (1901); Christina en Reina Christina (1901); y la hija de Indra en El Sueño (1902). Los años refieren a fechas de publicación; Bosse nunca fue parte de Swan White, incluso cuando Strindberg insistía, y aunque muchos años más tarde ella describió esta obra como el regalo de bodas de Strindberg para ella.

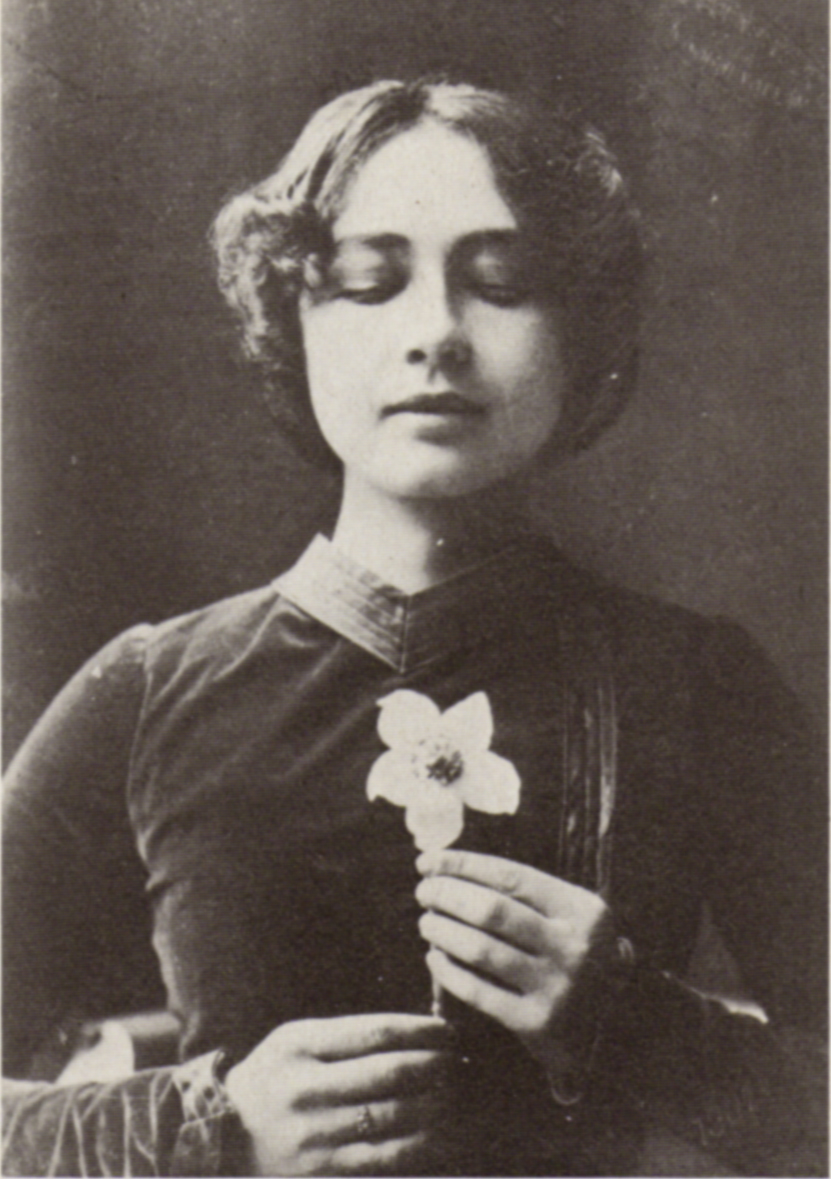
Bosse como la Señora en el estreno de A Damasco en el Teatro Real en 1900.

## Independencia

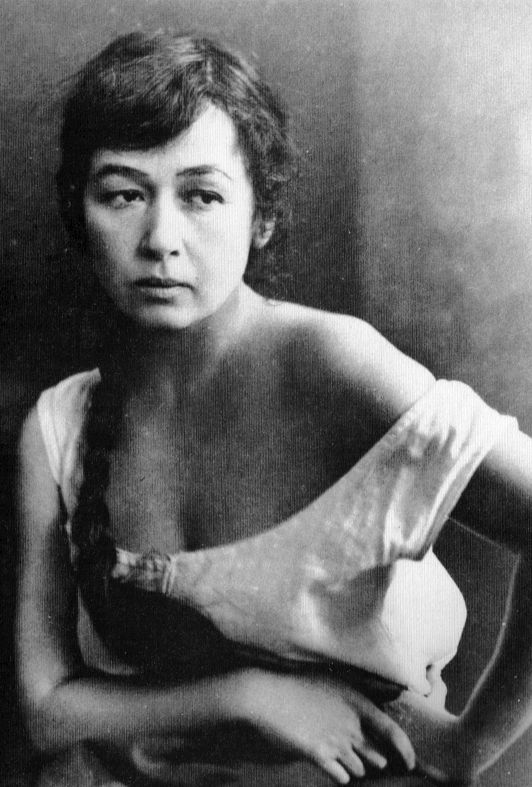
Bosse como Steinunn en El Deseo (1917) de Jóhann Sigurjónsson.

Antes y después de su divorcio, Bosse era una celebridad de Estocolmo. Su independencia y estatus le dieron una reputación de ser de fuerte carácter y dogmática, insistiendo y recibiendo, paga alta y funciones significativas. Dejó a Dramaten con su repertorio convencional y empezó trabajar en el Teatro sueco de Albert Ranft, donde ella y el actor (Anders) Gunnar Alaård (1878–1912) formaron una pareja popular. Viajó frecuentemente, particularmente para funciones en Helsinki, dejando a su hija, Anne-Marie, con Strindberg.  En 1907, Bosse hizo historia teatral cuando jugó el papel de la hija de Indra en la obra Juego de Sueño de Strindberg.  Ella y Strindberg se reunían semanalmente para cenar en su casa, y fueron amantes hasta que ella empezó las preparaciones para su matrimonio con Gunnar Alaård en 1908. En 1909 Bosse tuvo un hijo con Alaård, Bo. Este matrimonio también fue breve, acabando en divorcio en 1912.
En 1911, siendo una mujer divorciada con dos niños, Bosse regresó a Dramaten. Strindberg estaba enfermo con cáncer y murió el 14 de mayo de 1912. Ese mismo año fue uno de tragedia para Bosse: el hijo de Alma Fahlstrøm, Arne, murió con el Titánic el 15 de abril y el exesposo de Bosse, Gunnar Wingård se suicidó el 7 de octubre. Estos sucesos dejaron a los hijos de Bosse sin padres, Bosse se mantuvo con un horario lleno, con la excepción de unos días de luto después del suicidio de Alaård. Por varios meses después de la muerte de Alaård,  recibía cartas anónimas y llamadas de teléfono amenazándola y culpándola de la depresión y muerte de Alaård.
El tercer matrimonio de Bosse, 1927–1932, fue con Edvin Adolphson (1893–1979).  Adolphson había abandonado su carrera en el teatro para volverse en director de cine y uno del mejor actores de cine suecos.
Bosse trabajo en dos películas, ambiciosamente hechas y dirigidas, basados en novelas por escritores altamente reconocidos. La proeza artística de Hijos de Ingmar (1919) ha sido altamente reconocida. Dirigida y coprotagonizada con Victor Sjöström,  está basada en una novela por el ganador de premio Nobel, Selma Lagerlöf; muchos años más tarde, Ingmar Bergman refirió a Hijos de Ingmar como una "película magnífica y notable" y reconoció su deuda propia a Sjöström. Bosse, quién trabajo como Brita, dijo que Hijos de Ingmar " es la única película sueca que valió la pena." Aun así, la película no le dio a su carrera el nuevo inicio que la industria de película sueca le había dado a Edvin Adolphson, y pasaron diecisiete años antes de que hiciera otra película. Esta película fue Bombi Bitt y yo (1936), su única participación en el cine sonoro, basada en la primera novela popular de Fritiof Nilsson Piraten con el mismo título y dirigido por Gösta Rodin. Bombi Bitt fue exitosa, aunque Bosse tuvo un papel menor como el personaje de "Franskan".

## Jubilación
Después de muchos años de éxito actuando como agente libre, las opciones de Bosse fueron disminuyendo en la década de 1930. Tuvo problemas económicos a consecuencia de la Gran Depresión, y, aunque se veía más joven que su edad, ya no la contrataban para ser la protagonista. Su técnica era a menudo alabada, pero a veces era percibida como anticuada, en comparación con las técnicas modernas. Al encontrarse sin trabajo en el mundo del teatro sueco, ella sólo logró regresar como miembro de Dramaten por medio de persuasión hábil y recordatorios de su historia en el mismo. Teniendo un trabajo de saldo menor, trabajo sólo quince funciones, con personajes menores, durante sus últimos diez años en Dramaten, 1933–1943.
Al jubilarse del teatro durante Segunda Guerra Mundial, Bosse consideró regresar a Oslo, la capital de Noruega, la casa de su niñez y juventud. Se mudó en 1955 después de haber viajado plenamente. La muerte de su hermano Ewald en 1956 la dejó como la única superviviente de los catorce hijos de Anne-Marie y Johann Heinrich Bosse. "Cómo deseaba estar en Estocolmo",  escribía a un amigo en 1958. "Mi vida entera está allí." Su salud deterioró por depresión y los recuerdos de sus últimos años en Dramaten.